# 高橋佐惠子
髙橋 佐惠子（たかはし さゑこ（さえこ）、本名：佐々木 佐惠子、1942年8月18日 - ）は、東京都の政治活動家、主婦。元農林水産省中国四国農政局臨時職員。京都府京都市出身。中国女子短期大学出身。

## 経歴
- 2009年、第45回衆議院議員総選挙に東京都第19区から無所属で立候補[1][2]。
- 選挙公報があまりに衝撃的であったため、選挙マニアの大川豊からの電話取材を受けるなどした[3]。選挙結果は5人中4位で供託金は没収されたが2,912票を獲得し、幸福実現党の候補者に対して約200票近い差をつけた[1][2]。また、過激な選挙公報が話題になり2ちゃんねるでも騒がれた。

## 選挙公約
- 地方自治法廃止
- 売春防止法廃止
- 学校教育法廃止
- 住民基本台帳法廃止
- 年金・皆保険制度廃止
- 日米安全保障条約廃止
- 天皇に忠誠なきものは討伐する
- 藤原氏高家への立法権の付与
- 公家政治の復活
- 公共事業廃止
- 貿易は物々交換